# داني فورستر
داني فورستر (بالإنجليزية: Danny Forster)‏ هو مهندس معماري أمريكي، ولد في 19 سبتمبر 1977.